# So Sedated, So Secure
Albums de Darkest Hour
The Mark Of The Judas Hidden Hands of a Sadist Nation
So Sedated, So Secure est le deuxième album de la formation américaine Darkest Hour. En mars 2006, Victory Records relança l'album, avec un mixage refait, la partie vocale ré-enregistrée, des chansons en bonus ainsi qu'une nouvelle pochette.

## Liste des chansons
1. "An Epitaph" – 3:44
2. "So Sedated, So Secure" – 4:09
3. "The Hollow" – 3:27
4. "Another Reason" – 4:32
5. "No Closer Than A Stranger" – 4:50
6. "A Cold Kiss" – 4:16
7. "Treason In Trust" – 5:15
8. "The Last Dance Massacre" – 8:45

## Musiciens
- John Henry - Chant
- Mike Schleibaum - Guitare
- Ryan Parrish - Batterie
- Frederick Ziomek - Guitare
- Billups Allen - Basse